# Mount Wrightson
Mount Wrightson je hora v Santa Cruz County, na jihovýchodě Arizony. Leží okolo 55 kilometrů jižně od města Tucson. Mount Wrightson je s nadmořskou výškou 2 881 metrů nejvyšším vrcholem pohoří Santa Rita Mountains.
Náleží také mezi deset nejvyšších hor Arizony s prominencí vyšší než 500 metrů. Je pojmenovaný podle Williama Wrightsona, stavebního inženýra a redaktora, který byl na úpatí hory zabit Apači. Starší název hory byl Old Baldy.